# Brent Sopel
Brent Sopel, född 7 januari 1977 i Calgary, Alberta, är en kanadensisk före detta professionell ishockeyspelare som sist spelade för Metallurg Novokuznetsk i KHL.
Sopel var back till positionen. Han spelade tidigare för NHL-lagen Vancouver Canucks, New York Islanders, Los Angeles Kings, Chicago Blackhawks, Atlanta Thrashers och Montreal Canadiens.
Sopel vann Stanley Cup med Chicago Blackhawks år 2010.